# Ferdinand de Marsin
Ferdinand, hrabě z Marsinu (či Marchinu) (10. února 1656, Lutych – 9. září 1706, Turín) byl francouzský generál a diplomat, který dosáhl hodnosti Maršál Francie.

## Životopis
Byl synem Jana Kašpara Ferdinanda, hraběte z Granville, a Marie de Balzac d'Entragues.
Marsin sloužil ve vojsku ve Flandrech a byl raněn v bitvě u Fleurusu. Účastnil se bitvy u Neerwinden a obléhání Charleroi.
V letech 1701–1702 působil jako francouzský ambasador ve Španělích.
V průběhu války o dědictví španělské byl přítomen v bitvě u Luzzary. V roce 1703 se stal po úspěšné bitvě u Speyerbachu Maršálem Francie.
Roku 1704 byl spolu s Tallardem poražen v bitvě u Höchstädtu a nakonec smrtelně zraněn v bitvě u Turína. Uvězněn v tomtéž městě zemřel o několik dní později.
Byl sice výborným důstojníkem, ale jen průměrným generálem.